# ダウ駅
ダウ駅（フィリピン語: Estasyong ng Dau）は、フィリピンパンパンガ州マバラカットのダウ地区にあったフィリピン国鉄北方本線の鉄道駅。クラーク空軍基地に隣接していた。

## 歴史
ダウ駅は1902年11月11日、西側にある軍事基地フォート・ストッツェンバーグに向かう軍事用支線の分岐駅として開業した。北方本線開通後に初めて追加された駅であった。
1907年12月20日には東側のマガランに向かう支線も完成している。現在の駅舎は1919年に建設されたものであり、現存している。
ストッツェンバーグ線は第2次世界大戦戦後利用されなくなり、1989年には北方本線の営業路線がマロロスまでとなり駅は利用されなくなっている。